# 巴尔伯沙
巴尔伯沙（法語：Barbechat，法語發音：[baʁbəʃa]）是法国大西洋卢瓦尔省的一个旧市镇，属于南特区。2016年1月1日，巴尔伯沙和相邻的拉沙佩勒巴斯梅尔合并为新市镇卢瓦尔河畔迪瓦特（Divatte-sur-Loire）。

## 地理
巴尔伯沙（47°16'39"N, 1°17'11"W）面积11.76 平方千米，位于法国卢瓦尔河地区大区大西洋卢瓦尔省，该省份为法国西北部沿海省份，位于布列塔尼半岛东南部，北起伊勒-维莱讷省，西北接莫尔比昂省，西临大西洋，南至旺代省，东临曼恩-卢瓦尔省。
与巴尔伯沙接壤的市镇（或旧市镇、城区）包括：拉瓦雷讷、奥雷当茹、朗德蒙、圣索沃尔德朗德蒙、卢瓦尔河畔迪瓦特、勒洛鲁博特罗。

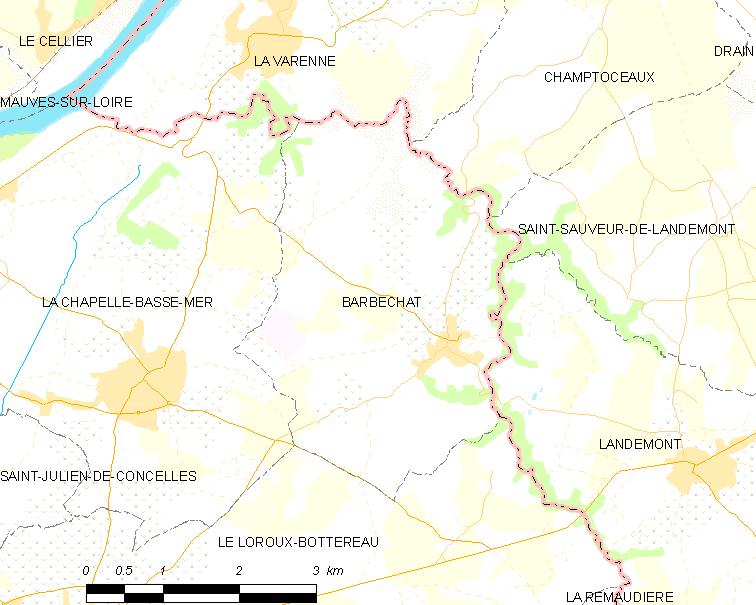
巴尔伯沙的OSM定位图

巴尔伯沙的时区为UTC+01:00、UTC+02:00（夏令时）。

## 行政
巴尔伯沙的邮政编码为44450，INSEE市镇编码为44008。

## 政治
巴尔伯沙所属的省级选区为瓦莱特县。

## 人口

1962-2008年间巴尔伯沙人口变化图示

巴尔伯沙于2018年1月1日时的人口数量为1308人。